# Minivestido Union Jack de Geri Halliwell
El minivestido Union Jack fue lucido por la cantante Geri Halliwell de las Spice Girls en la entrega de los Brit Awards 1997. El minivestido muy corto y ajustado de tirantes presenta una bandera del Reino Unido, popularmente conocida como la Unión Jack, delante, y un símbolo de la paz  blanco sobre fondo negro en la espalda. Al día siguiente, sus imágenes con el vestido aparecieron en la portada de varios diarios alrededor del mundo, y es ahora recordado como uno de los momentos del pop más icónicos de los años 1990 y de la historia de los Premios Brit. El vestido se convirtió en sinónimo de las Spice Girls, de Geri Halliwell y de las ideas del Girl Power, y el Cool Britannia.
Según The Daily Telegraph, el minivestido ocupó el primer lugar en 2010 en una encuesta en línea para encontrar los 10 vestidos más icónicos de los últimos 50 años, batiendo a otras prendas memorables como el vestido blanco de Marilyn Monroe en La tentación vive arriba. En 2016, el vestido fue votado como "El momento de la moda británica más inspirador" en una encuesta en línea realizada por el minorista británico Very.
En 2010, la actuación con el minivestido de la Union Jack se proclamó como la más memorable de los últimos 30 años en los premios Brit. El vestido ostentó el récord Guinness como la prenda de una estrella del pop más cara vendida en una subasta.

## Trasfondo
Las Spice Girls fueron escogidas para abrir la gala de 1997 de los premios Brit, donde estaban también nominadas a cinco premios. El minivestido negro de Gucci que le entregaron a Halliwell le preocupó porque pensaba que era demasiado "aburrido". Halliwell decidió "celebrar ser británica" y pidió a su hermana, Karen, que le bordara un paño de cocina estampado con la Union Jack en la parte delantera como gesto patriótico. Para evitar ser asociada con el Frente Nacional, Halliwell también hizo coser el símbolo de la paz en la espalda del vestido. Halliwell llevó el minivestido modificado acompañado de botas rojas de plataforma mientras cantaba con sus compañeras un popurrí de "Wannabe" y "Who Do You Thin You Are" en los premios Brit el 24 de febrero de 1997. El grupo también ganó dos premios esa noche.

### Venta
En 1998, un año después de la actuación con la prenda, Halliwell lo subastó en Sotheby's de Londres por 41 320 libras. El comprador fue Peter Morton, en nombre del Hard Rock Hotel & Casino, de Las Vegas, que lo exhibió junto con otras piezas de interés de la historia del pop. Morton pujó por teléfono, y batió a otros postores como The Sun. Halliwell misma asistió a la "frenética puja", y golpeó el mazo después de la oferta final. El vestido estaba originalmente valorado en 12 000 libras, pero finalmente obtuvo 36 200 (que, con la comisión del 15%, totalizó 41 320 libras). Halliwell donó las ganancias de la venta del minivestido a una organización benéfica para el cuidado del cáncer infantil.

## Versión de 2007

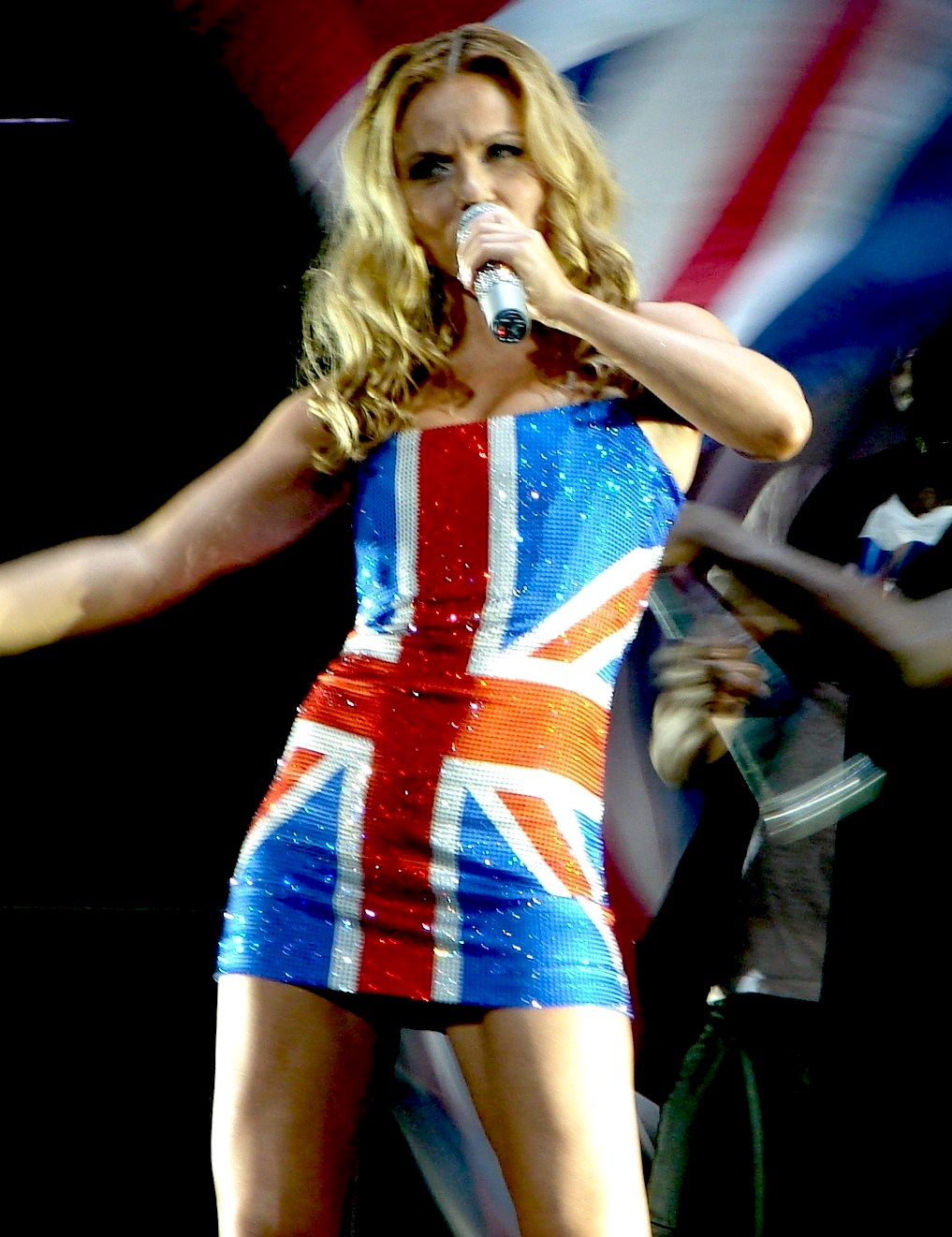
Versión del vestido de 2007.

Para la gira de reencuentro de 2007 de las Spice Girls, llamada The Return of the Spice Girls, el diseñador de moda Roberto Cavalli diseñó para Halliwell un nuevo minivestido Union Jack inspirado en el original. La nueva versión era ligeramente más larga y la bandera estaba hecha de pedrería y cristales de Swarovski. Varios medios de comunicación informaron que Halliwell había intentado comprar el vestido original antes de iniciar la gira mundial.
Halliwell declaró en una entrevista posterior que le "gustó" el vestido nuevo.

## Gama de ropa 2012
En 2012 Halliwell diseñó una gama de ropa basada en el vestido.

## Versión de 2019
Para el Spice World – 2019 Tour, Halliwell lució otro vestido Union Jack pero largo hasta el suelo con bordados dorados en las tiras rojas y acompañado de una pequeña corona en la cabeza.

## Galería

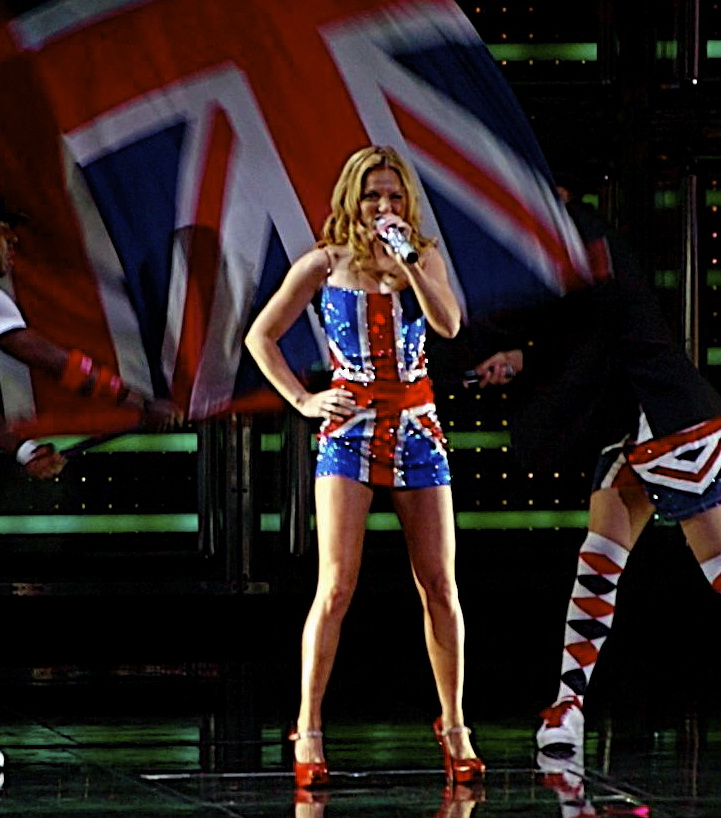
Halliwell en 2007 llevando el minivestido Union Jack de la gira The Return of the Spice Girls Tour.
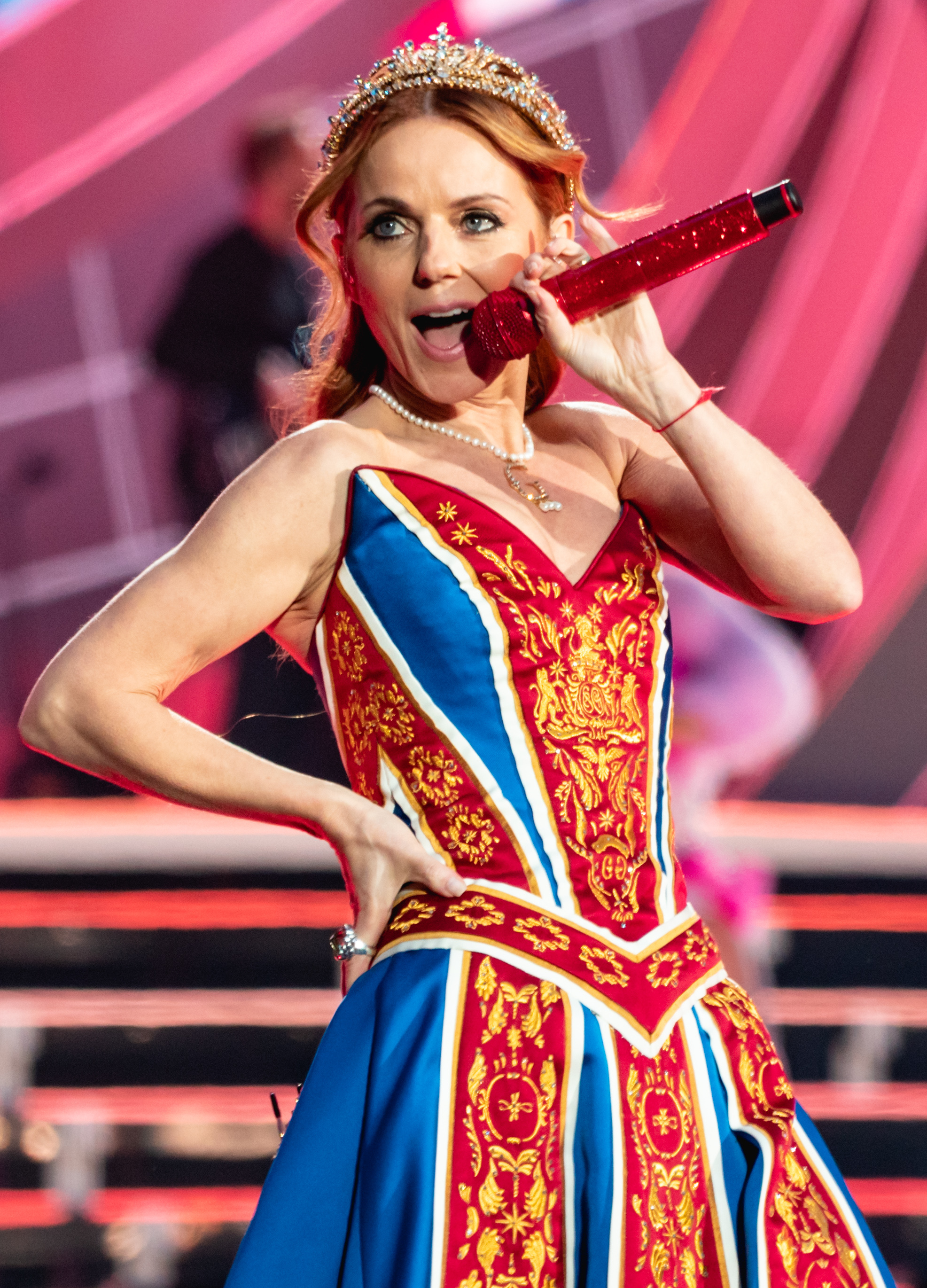
Halliwell en 2019 llevando el vestido largo Union Jack de la gira Spice World – 2019 Tour.
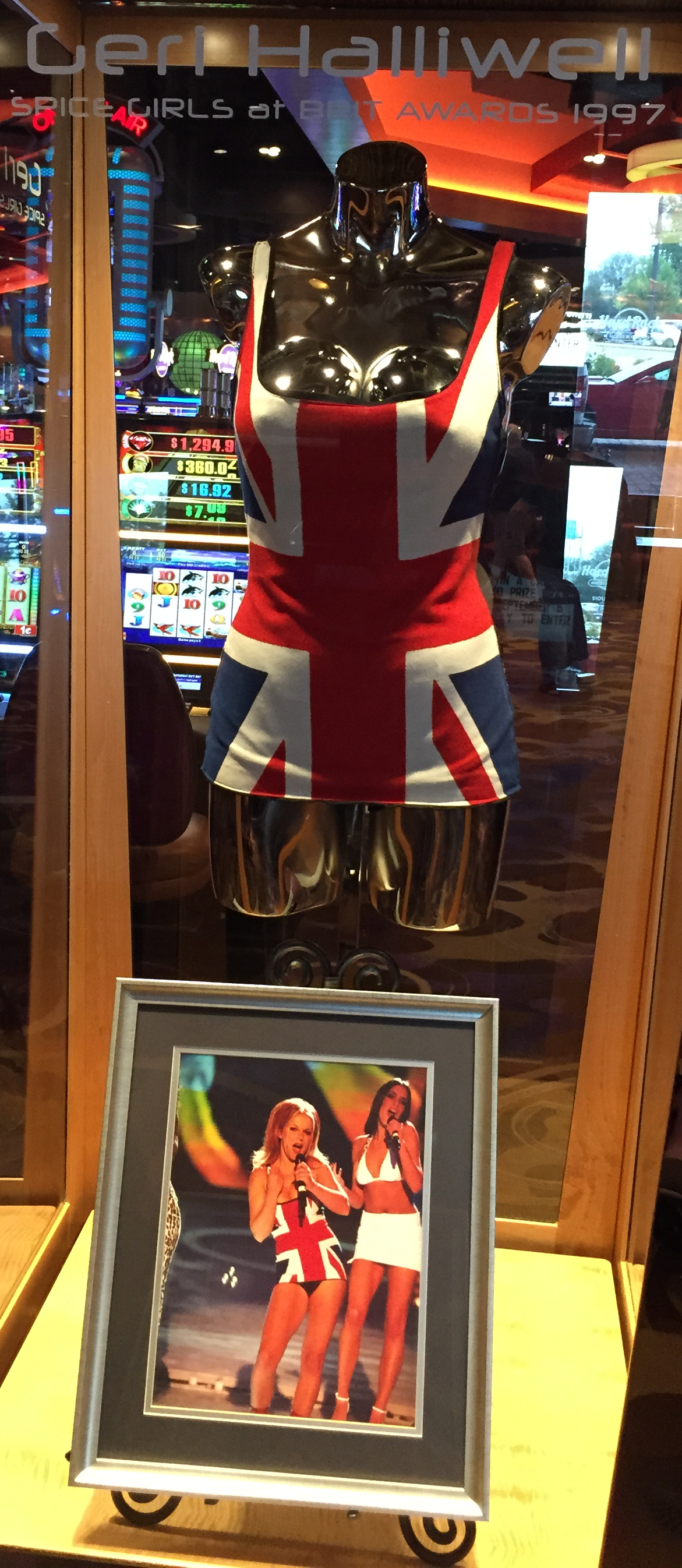
El minivestido Unión Jack original exhibido en el Hard Rock Hotel & Casino de Sioux City.
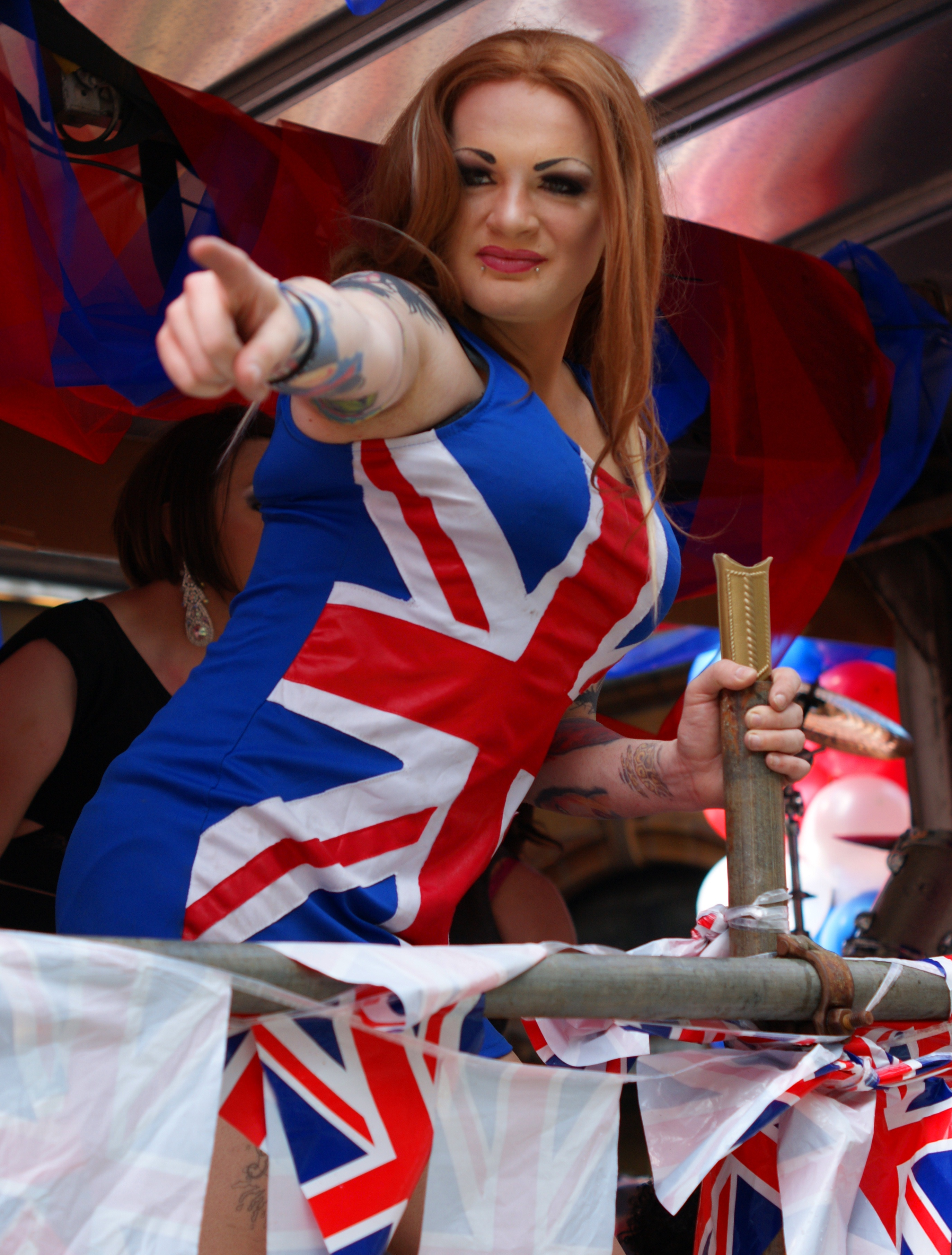
Una de las animadoras en la marcha del Orgullo Gay de Manchester 2011 llevando una copia del minivestido Union Jack.
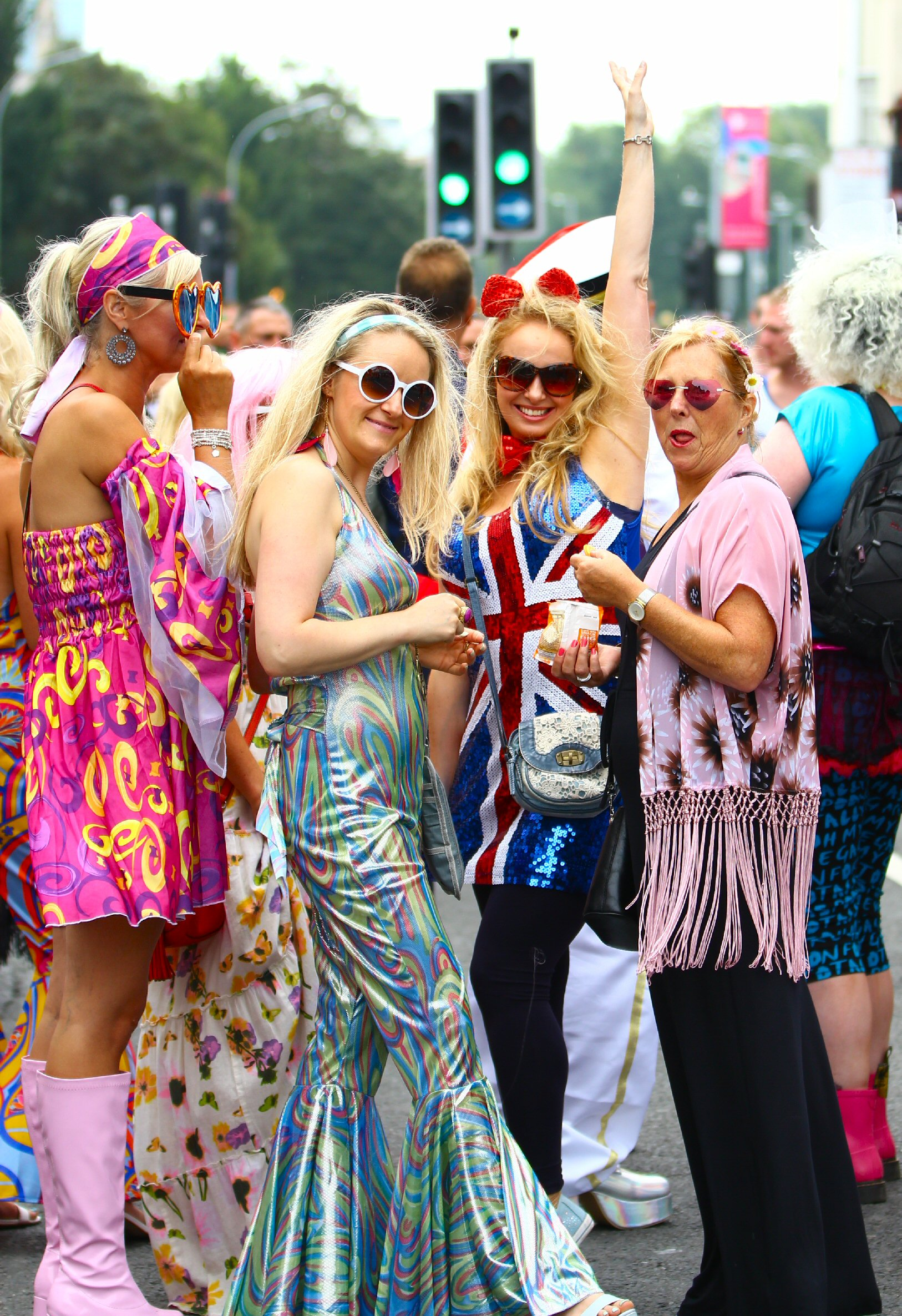
Una joven asistiendo a la marcha del Orgullo Gay de Brighton 2014 llevando una copia del minivestido Union Jack versión 2007.
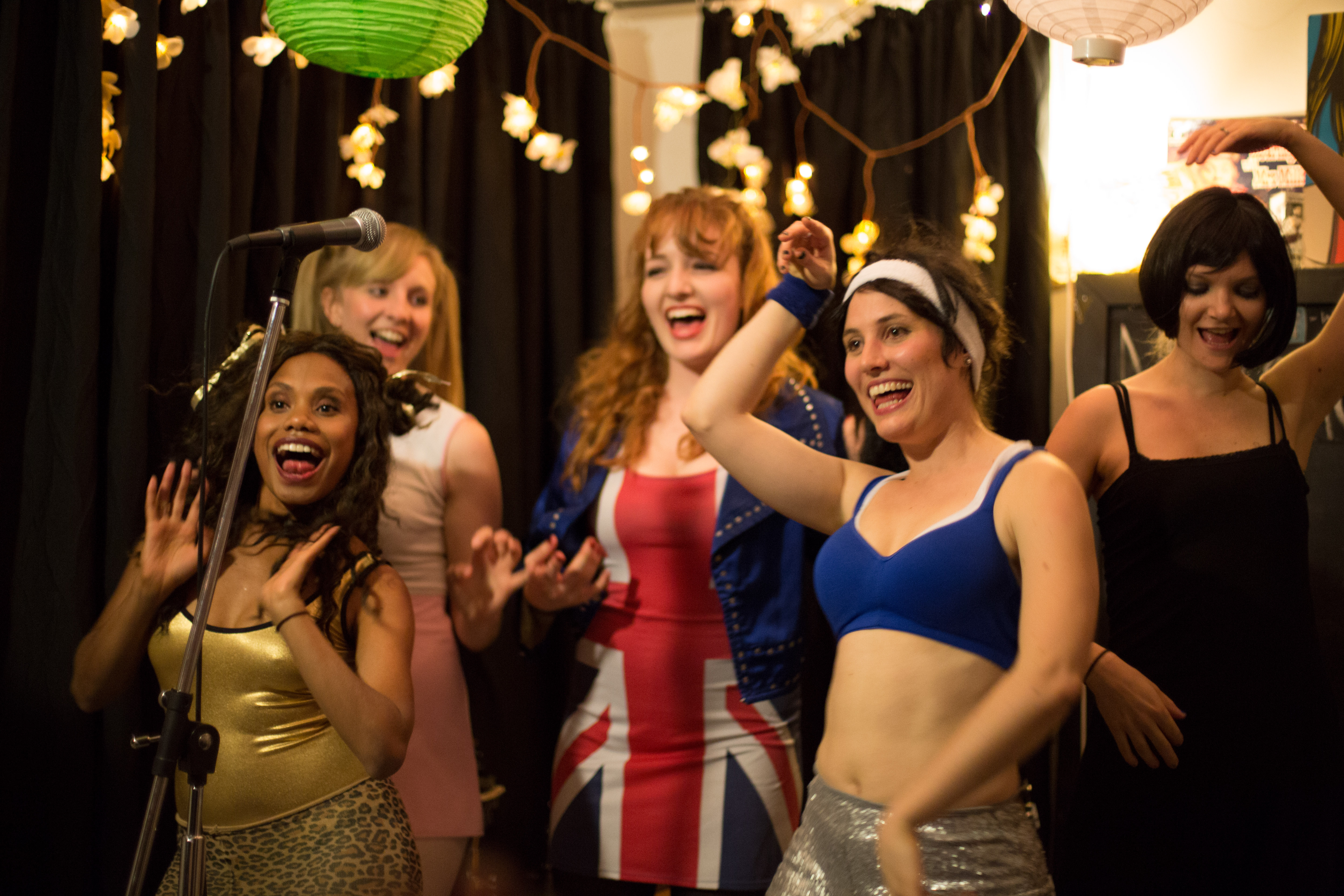
Unas fans de las Spice Girls vestidas imitando a sus ídolos, incluyendo una copia del minivestido.